# Aleksandr Gomel'skij Coach of the Year
L'Aleksandr Gomel'skij Coach of the Year è il riconoscimento conferito annualmente dalla Euroleague Basketball al miglior allenatore della stagione. Istituito nel 2005, è intitolato ad Aleksandr Gomel'skij.

## Vincitori
Solamente nella stagione 2008-2009 l'allenatore premiato non è stato quello della formazione vincitrice (Željko Obradović con il Panathīnaïkos). 
Dalla stagione 2021-2022 il premio non viene più assegnato con il criterio della formazione vincitrice del trofeo.

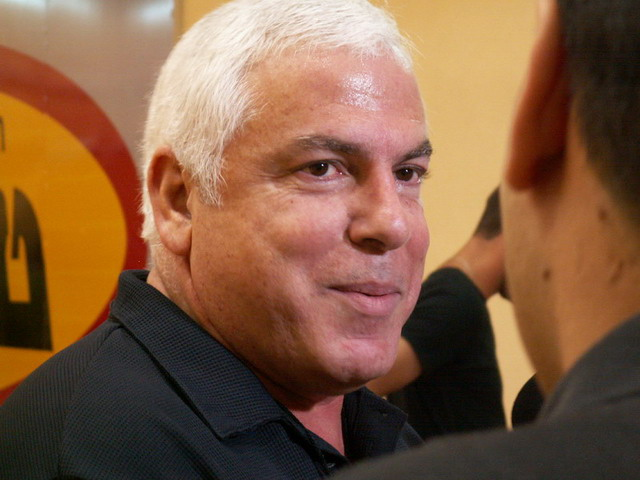
Pini Gershon, primo vincitore del premio.

| Stagione  | Nazionalità   | Allenatore             | Squadra          |
| --------- | ------------- | ---------------------- | ---------------- |
| 2004-2005 | Israele       | Pini Gershon           | Maccabi Tel Aviv |
| 2005-2006 | Italia        | Ettore Messina         | CSKA Mosca       |
| 2006-2007 | Serbia        | Željko Obradović       | Panathīnaïkos    |
| 2007-2008 | Italia        | Ettore Messina (2)     | CSKA Mosca       |
| 2008-2009 | Montenegro    | Duško Vujošević        | Partizan         |
| 2009-2010 | Spagna        | Xavier Pascual         | Barcellona       |
| 2010-2011 | Serbia        | Željko Obradović (2)   | Panathīnaïkos    |
| 2011-2012 | Serbia        | Dušan Ivković          | Olympiakos       |
| 2012-2013 | Grecia        | Giōrgos Mpartzōkas     | Olympiakos       |
| 2013-2014 | Israele       | David Blatt            | Maccabi Tel Aviv |
| 2014-2015 | Spagna        | Pablo Laso             | Real Madrid      |
| 2015-2016 | Grecia        | Dīmītrīs Itoudīs       | CSKA Mosca       |
| 2016-2017 | Serbia        | Željko Obradović (3)   | Fenerbahçe       |
| 2017-2018 | Spagna        | Pablo Laso (2)         | Real Madrid      |
| 2018-2019 | Grecia        | Dīmītrīs Itoudīs (2)   | CSKA Mosca       |
| 2019-2020 | Non assegnato | Non assegnato          | Non assegnato    |
| 2020-2021 | Turchia       | Ergin Ataman           | Anadolu Efes     |
| 2021-2022 | Grecia        | Giōrgos Mpartzōkas (2) | Olympiakos       |
| 2022-2023 | Grecia        | Giōrgos Mpartzōkas (3) | Olympiakos       |
| 2023-2024 | Spagna        | Chus Mateo             | Real Madrid      |
| 2024-2025 | Lituania      | Šarūnas Jasikevičius   | Fenerbahçe       |